# ウニベルシダ駅
ウニベルシダ駅（カタルーニャ語：Estació d'Universitat、スペイン語：Estación de Universidad）はスペインのカタルーニャ州バルセロナ県バルセロナアシャンプラにある、バルセロナ地下鉄1号線と2号線の地下鉄駅。

## 歴史
1926年6月10日に、1号線の前身であるトランスバーサル・メトロポリタ鉄道（Ferrocarril Metropolità Transversal）の一区間（ボルデタ（廃止）-プラサ・デ・カタルーニャ間）の開通の際、途中駅として開業した。1971年から1972年にかけてサンツ駅とプラサ・デ・カタルーニャ駅を結ぶ新路線が建設のため駅が一時閉鎖された。この新路線のルートは当駅のすぐ近くを通ることから、当初のプラットホームの構成を上下2層式に改造せざるを得なくなった。1972年12月23日に再開業。
2号線の駅は1995年9月25日にサン・アントニ-サグラダ・ファミリア間の開通とともに開業した。

## 駅構造
1号線はウニベルシダ広場の地下に駅施設がある、方向別単式ホーム1面1線の2層構造の地下駅。
2号線はロンダ・デ・サン・アントニの地下に駅施設がある、島式ホーム1面2線の地下駅。開業当初からエレベーター設置など、バリアフリー設計がなされている。

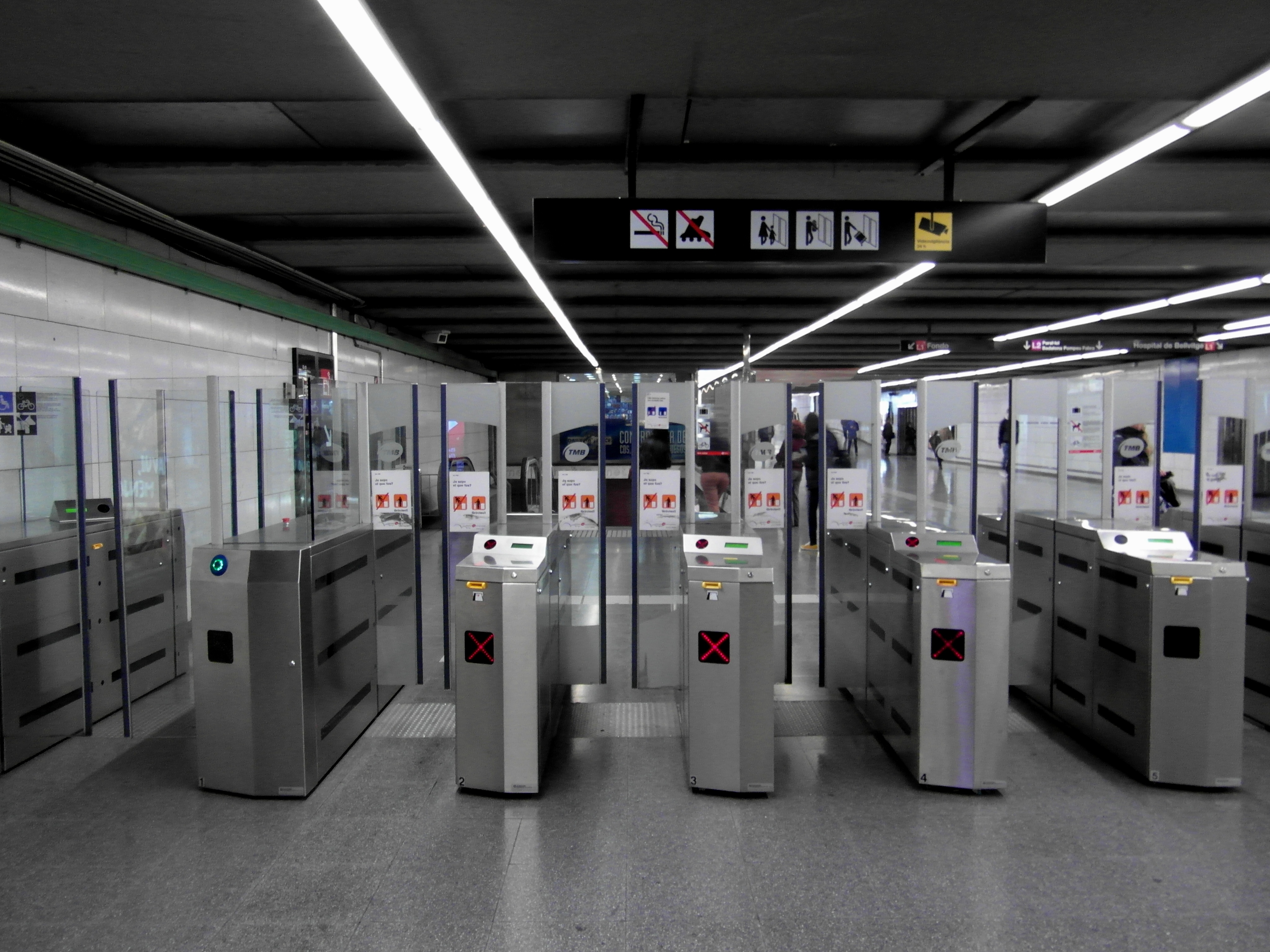
改札口
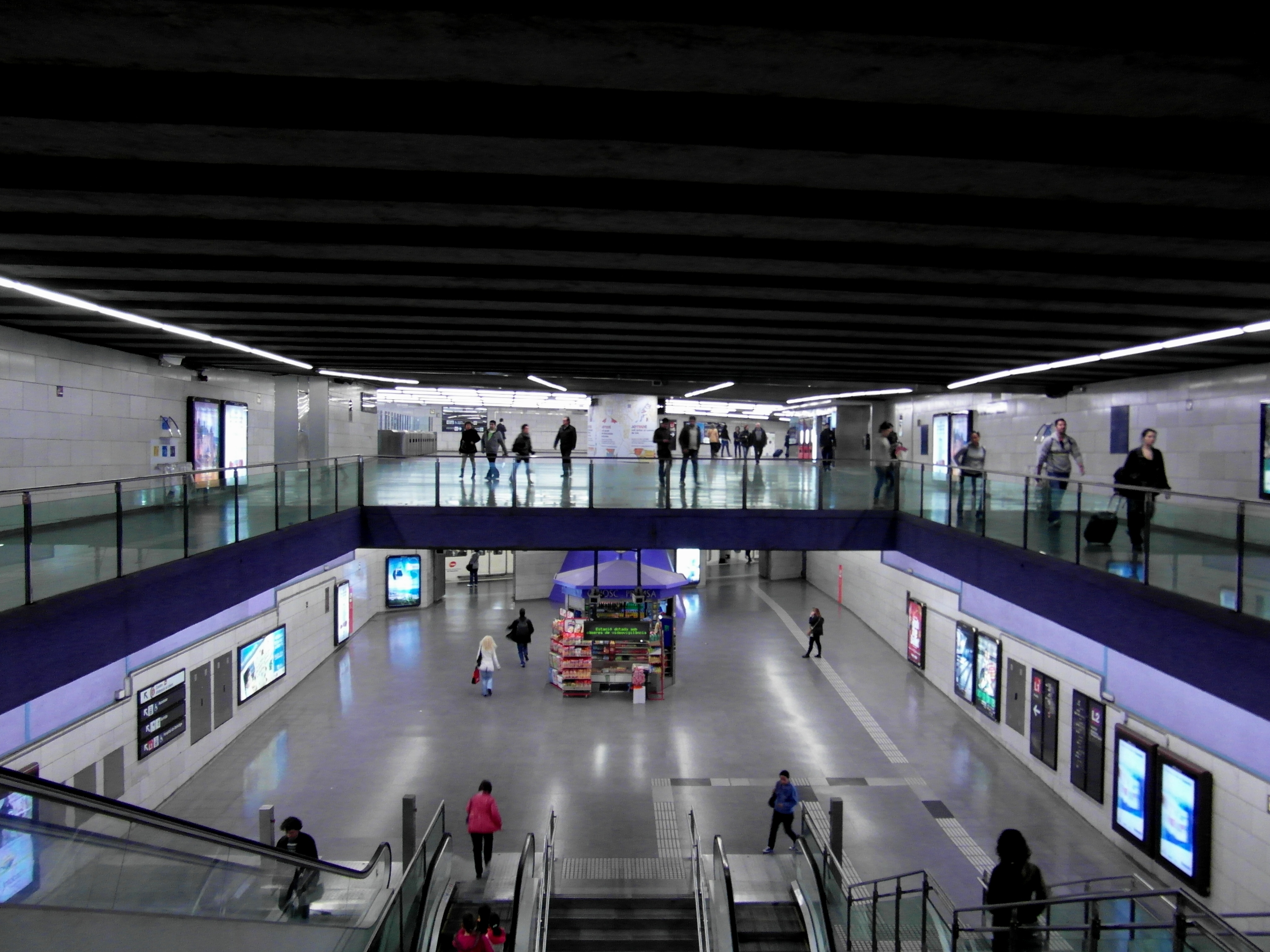
改札内コンコース
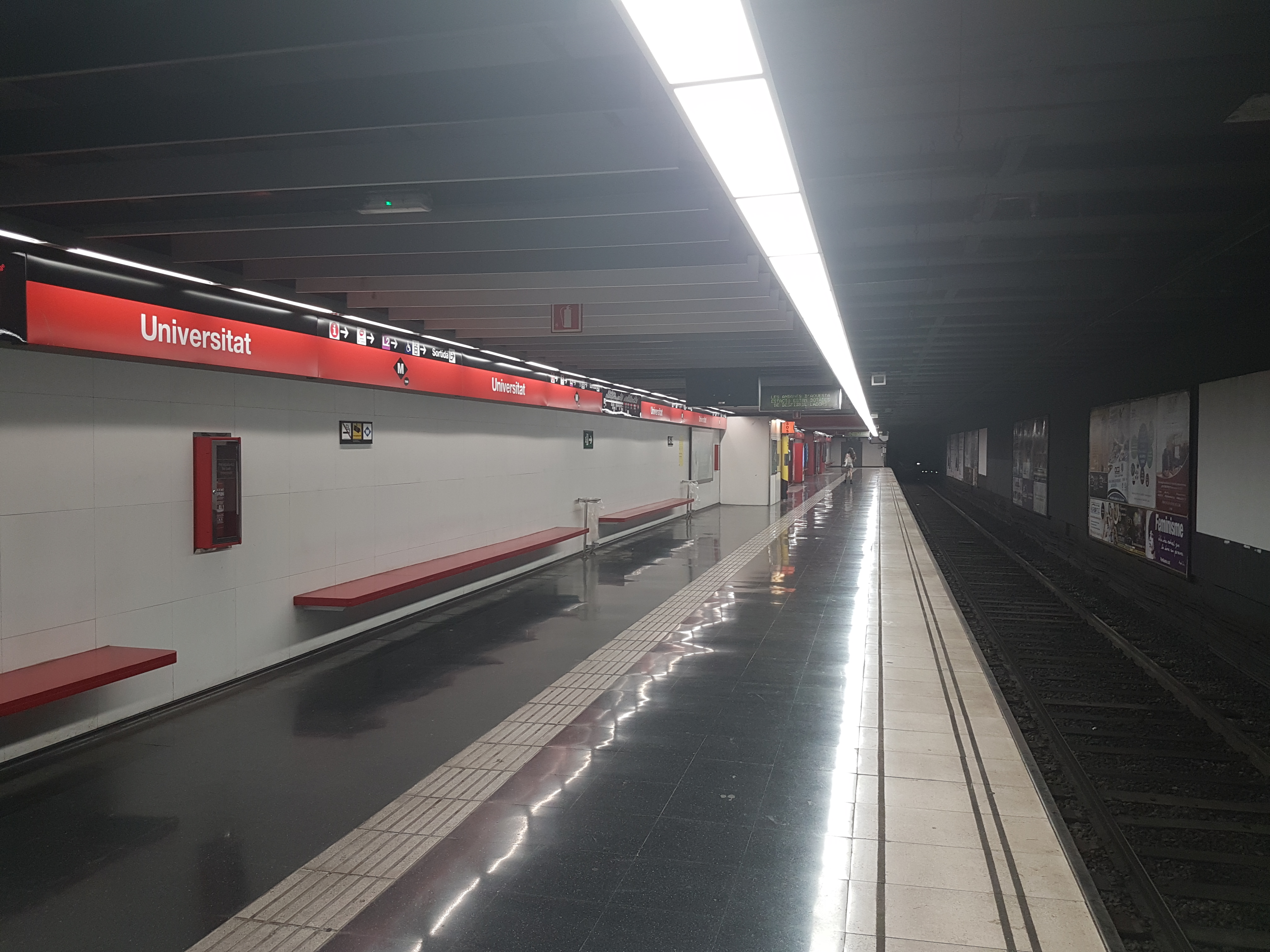
1号線ホーム
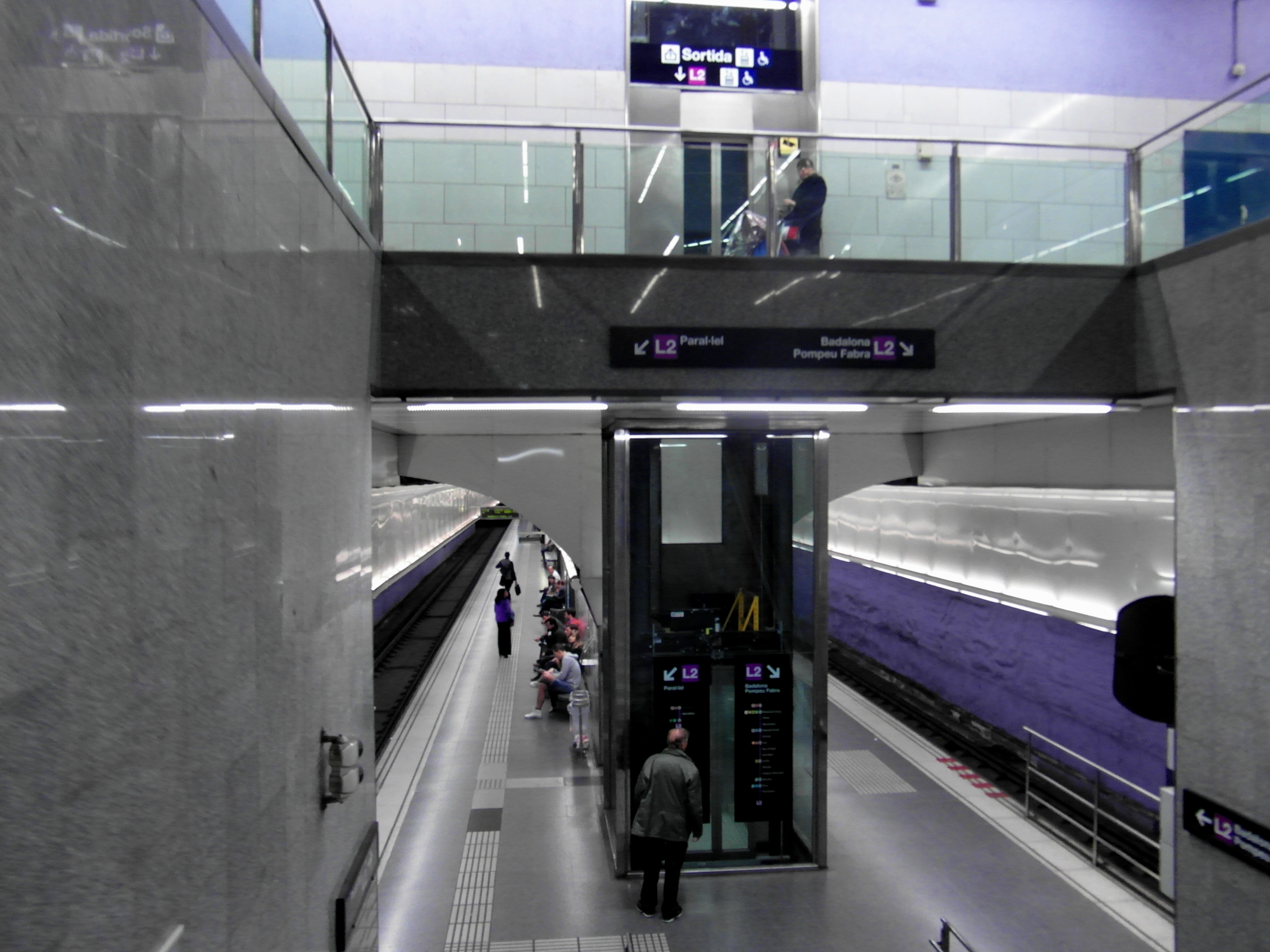
2号線ホーム

## 駅周辺
- ウニベルシダ広場（英語版、カタルーニャ語版、スペイン語版）
- グラン・ビア・デ・ラス・コルテス・カタルーニャス（英語版、カタルーニャ語版、スペイン語版）
- バルセロナ大学
- バルセロナ公会議神学校（カタルーニャ語版、スペイン語版）
- カスティーリャ広場
- テレンチ・モワ広場
- バルセロナ現代文化センター（英語版、カタルーニャ語版、スペイン語版）
- バルセロナ現代美術館

## 隣の駅
バルセロナ地下鉄
 1号線
ウルヘル駅 - ウニベルシダ駅 - カタルーニャ駅
 2号線
サン・アントニ駅  - ウニベルシダ駅 - パセジ・ダ・グラシア駅